# 勧修寺徳子
勧修寺 徳子（かしゅうじ なりこ、天明8年11月3日（1788年11月30日） - 明治11年（1878年）11月23日）は、江戸時代後期－明治初期にかけての女官。仁孝天皇の典侍。幼名は直、みな。号は、細井、権典侍、督典侍、新中納言典侍、新大典侍、藤大納言、京極。権大納言勧修寺経逸の娘。母は家女房。仁孝天皇生母・勧修寺婧子（東京極院）は姉にあたる。

## 生涯
寛政12年（1800年）、姉の婧子が儲君（のちの仁孝天皇）を生んだことから上臈代として召されて宮中に入る。文化6年（1809年）儲君付上臈となり、「細井」と号する。
文化14年（1817年）に仁孝天皇の践祚とともに権典侍となり、仁孝・孝明両天皇の信任厚く、両天皇の皇子・皇女の養育にあたった（ただし、成長したのは和宮親子内親王のみ）。安政4年（1857年）に新大典侍に進み、次いで文久2年（1862年）に隠居をした際には従三位及び藤大納言の称号が与えられた。和宮降嫁問題が起きると、孝明天皇の意向を受けて、和宮の説得にあたり、御世話掛として江戸城に入った。後に京都に戻り、慶応4年（1868年）7月に宮中を退いた。明治10年（1877年）、長年の功績によって正三位に叙された。
明治11年（1878年）、91歳で薨去。墓は京都市中京区誓願寺にある。